# Lost Coast
Lost Coast (« côte perdue ») est une zone principalement naturelle et non développée de la côte nord de la Californie dans les comtés de Humboldt et de Mendocino, qui comprend la chaîne King (en).
Elle a été nommée ainsi après que la région connaissent un dépeuplement dans les années 1930. En outre, la pente et les défis géotechniques connexes des montagnes côtières rendent cette partie du littoral trop coûteuse pour les constructeurs de routes pour établir des voies de communication routières à travers la région, faisant d'elle la partie la moins développée et la plus éloignée de la côte californienne. Sans autoroutes principales, les communautés de la région de la « côte perdue » telles que Petrolia, Shelter Cove et Whitethorn (en) sont isolées du reste de la Californie.